# 愛媛大学工業短期大学部
愛媛大学工業短期大学部（えひめだいがくこうぎょうたんきだいがくぶ）は、愛媛県新居浜市において1958年に設置計画があったものの開学しなかった日本の国立短期大学である。詳細は後述。

## 概要
- 愛媛県新居浜市において設置される予定のあった日本の国立短期大学で、併設元は愛媛大学工学部。
- 1956年に新居浜市市議会において短期大学設立についての請願が二度に亙り行われる[1]。
- 1958年の開学を目指し、文部省[注 2]に設置認可の申請をする[2]。
- しかし、結局は開学に漕ぎ付けることはできず[注 3]。

## 設置予定の学科
- 機械科第二部[注釈 1]
- 電気科第二部[注釈 1]